# Havlíčkovo náměstí (Praha)
Havlíčkovo náměstí v Praze je náměstí na Žižkově v Praze 3, které nese jméno po básníkovi, novináři a politikovi Karlu Havlíčkovi Borovském. Už od počátků Žižkova jako samostatného města plní funkci centrálního náměstí, na kterém je i budova žižkovské radnice.

## Historie a popis
Náměstí vzniklo v roce 1875, kdy se také Žižkov stal samostatným celkem (ještě pod názvem Královské Vinohrady I.). Původně se jmenovalo Basilejské, v roce 1927 bylo přejmenováno na Havlíčkovo, za německé okupace (1940–1945) na Husovo a po osvobození se znovu přejmenovalo na Havlíčkovo.
Prostor náměstí tvoří čtverec o rozměrech zhruba 70 × 70 m, jehož rohy jsou orientovány na hlavní světové strany. Je mírně svažité, nejvýše je jižní roh, nejníže severní. Severovýchodní stranu čtverce tvoří Prokopova ulice. Ze západního rohu vede na západ ulice Štítného, z jižního rohu na jihovýchod Lupáčova a na jihozápad Lipanská.
Na jihozápadní straně je v jižním rohu nejvýznamnější budova náměstí (čp. 700), žižkovská radnice, postavená v novorenesančním slohu v letech 1889–1891 podle plánů předložených Janem Šimáčkem, členem žižkovské městské rady. Nároží tvoří výrazná válcová věž s hodinami, zakončená kupolí. Jedno křídlo radnice je obráceno do náměstí, druhé křídlo v Lipanské ulici bylo v letech 1910–1911 rozšířeno podle návrhu stavitele Zdeňka Friče. V budově sídlí Úřad městské části Praha 3 a její součástí je i výstavní prostor a malý vnitřní dvůr se sochařskou výzdobou. Na žižkovské radnici se dvakrát ženil Václav Havel.
Vedle radnice, v západním rohu náměstí, je další mohutná budova, škola z roku 1883 postavená podle projektu architekta Sponnara (čp. 300). Západním křídlem zahýbá obloukovitě do Štítného ulice a v roce 1895 byla zvýšená o třetí patro. Základní škola tu fungovala až do roku 2014, kdy se přestěhovala do Cimburkovy ulice. Budova na Havlíčkově náměstí má být přebudována pro potřeby sousedního úřadu městské části.
Přibližně v polovině severovýchodní strany náměstí do Prokopovy ulice ústí ulice Sabinova s nárožním domem čp. 111, tzv. domem U Merkura, který je třetí dominantní budovou náměstí. Jeho stavebníkem byl Eduard Žďárský (1855–1941), v letech 1988–1903 žižkovský starosta.
Údajně se původně uvažovalo i o stavbě kostela, ten pak byl ale vybudován nedaleko na Sladkovského náměstí.
Plocha náměstí je upravena jako park, ve kterém je uprostřed pomník Karla Havlíčka Borovského. Bronzová socha v nadživotní velikosti byla odlita v roce 1911 podle původního originálu Josefa Strachovského, který je z hořického pískovce a od roku 1883 je umístěn před Vlašským dvorem v Kutné Hoře (druhý současně zhotovený odlitek byl dopraven do Chicaga). Socha byla z náměstí odstraněna za německé okupace v roce 1943, v roce 1946 byla znovu odlita a vrácena na původní místo. Podruhé náměstí opustila v roce 1977 kvůli stavbě kolektoru a opět se vrátila v roce 1985. Na podstavci s pěti stupni je heslo Karla Havlíčka: "Přislibujte si mně, vyhrožujte si mně, přece zrádcem nebudu".
V roce 2015 prošlo náměstí revitalizací spojenou i s architektonickými úpravami parku. Do dlažby okolo pomníku byly mezi jiným vloženy desky s citáty Havlíčkových epigramů.